# Pomaré IV.

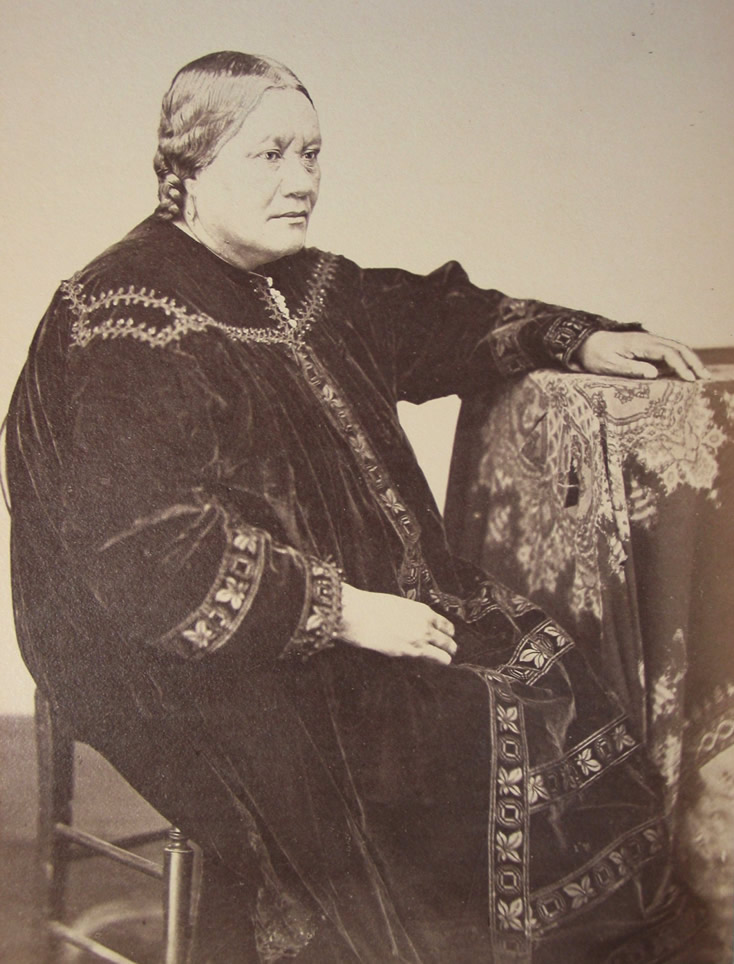
Aimata Königin Pomaré IV.

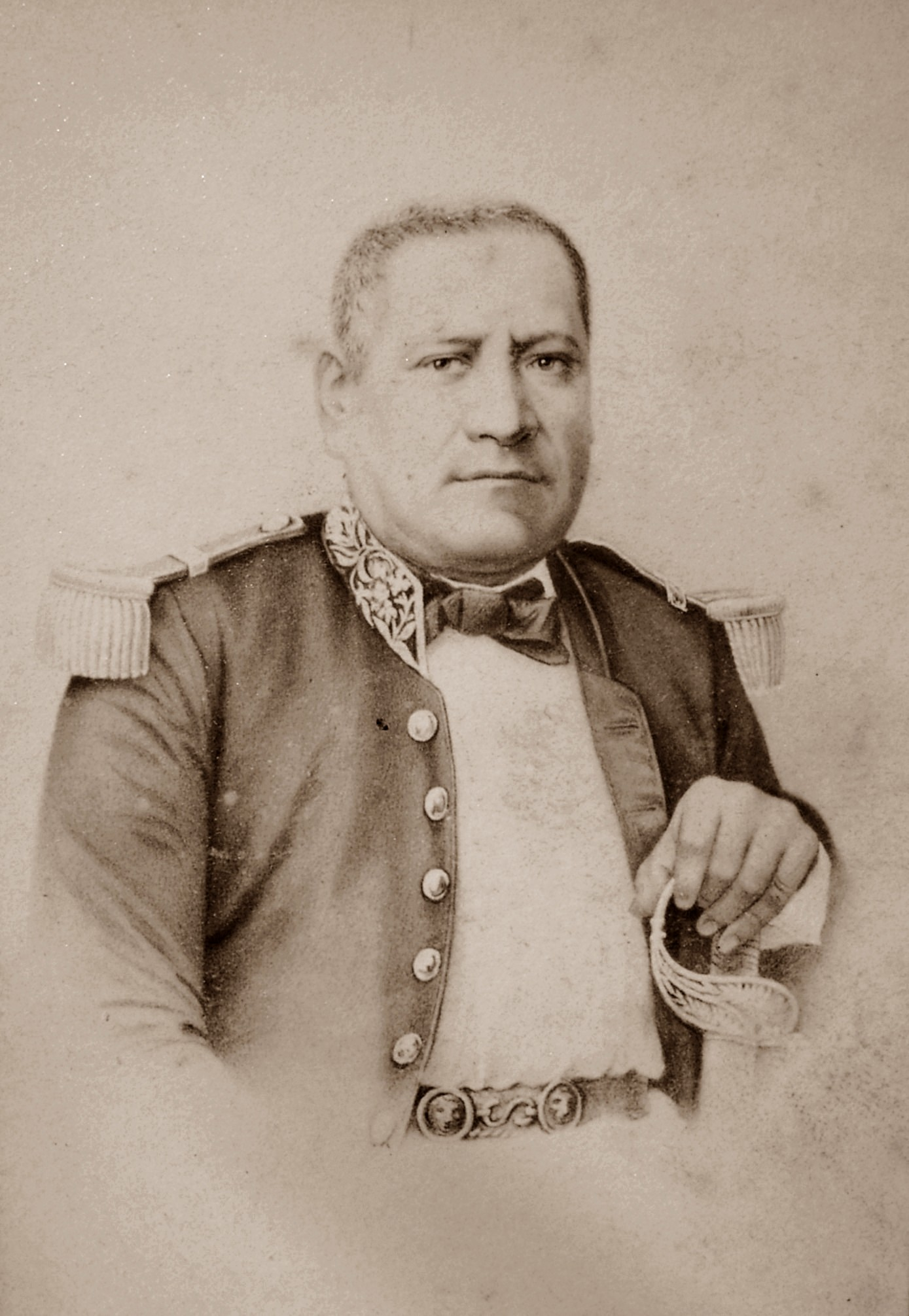
Prinzgemahl Ariifaaite

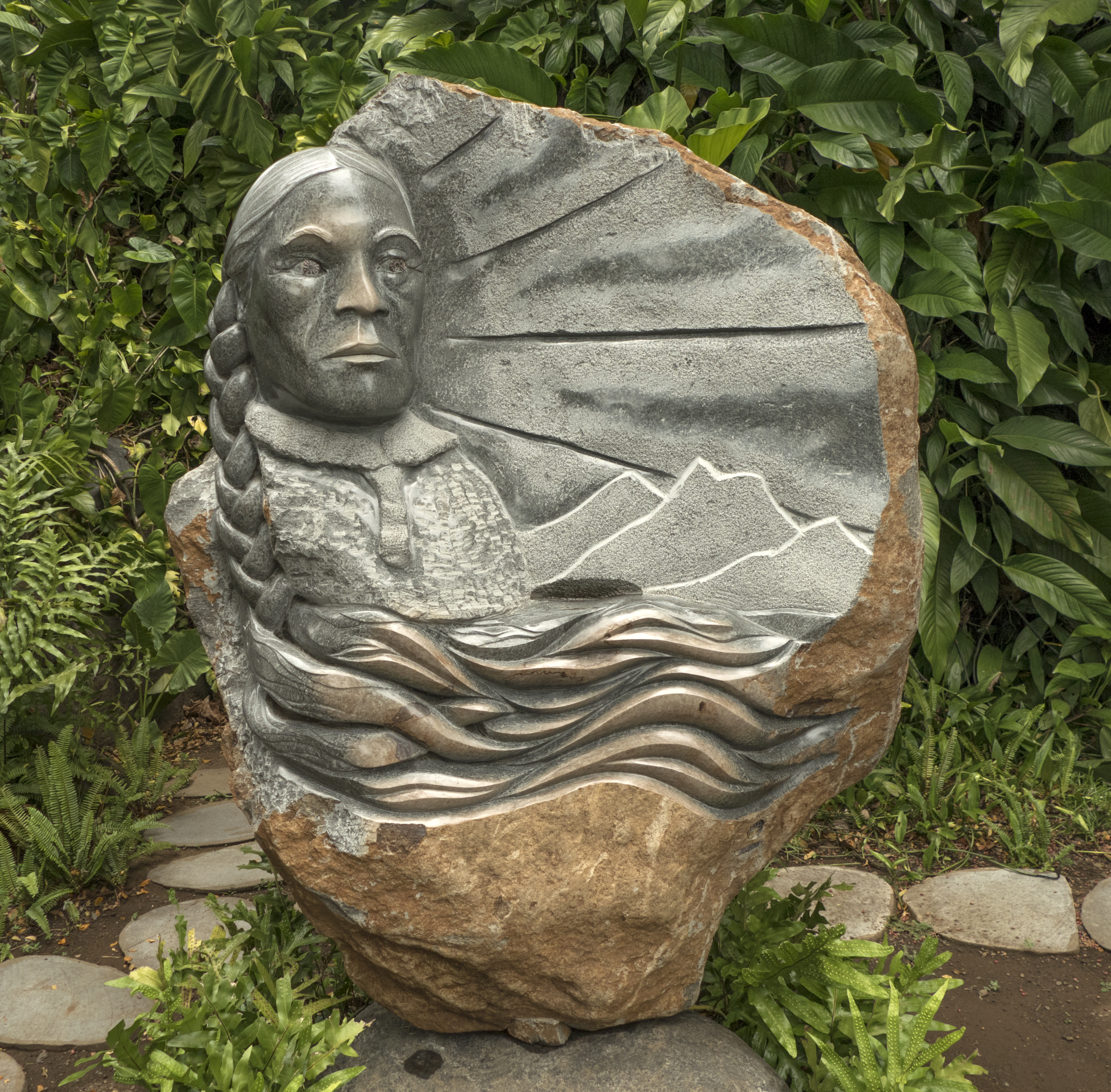
Skulptur von Teva Victor

Aimata Vahine o Punuatera itua (* 28. Februar 1813 in Pare; † 17. September 1877 in Papeete) war vom 11. Januar 1827 bis 17. September 1877 Königin Pomaré IV. von Tahiti und Moorea.

## Herkunft und Familie
Sie war die Tochter des Königs Tunuieaite atua Pomaré II. und seiner 2. Frau Terito i te rai. 
Im Dezember 1827 heiratete sie Teriinohorai Tapoa II., den König von Bora Bora, dem sie schon als Kind versprochen wurde. 
Ihre zweite Ehe schloss sie am 3. Dezember 1832 in Pare und heiratete ihren Cousin Ariifaaite Tenania a Hiro (* 10. Januar 1820 Huahine; † 12. Februar 1873 Papeete), Sohn von Perera a Hiro und Teihotu Taavea vahine, einer Tochter von Tamatoa III.

## Geschichte
Die junge Aimata übernahm als „ari'i rahi“ am 11. Januar 1827 die Nachfolge ihres verstorbenen Bruders Pomaré III. und geriet alsbald in einen europäischen Machtkampf um die Inselgruppe.
Als am 6. April 1768  Louis Antoine de Bougainville, ein französischer Seefahrer auf Weltumseglung bei Hitiaa, der östlichen Seite von Tahiti, bis zum 15. April an Land war und die Insel für den französischen König in Besitz nahm, wurde Frankreichs Interesse an diesem Archipel geweckt.
Nachdem im Jahre 1836 zwei französische Missionare der polynesischen Nachbarinseln auf Tahiti landeten, geriet der Archipel in einen europäischen Machtkampf. Königin Pomaré IV. wurde am 12. Dezember 1836 durch den britischen Missionar und Konsul George Pritchard (1796–1883) ihrer Ämter enthoben. In einem Brief an Königin Viktoria bat Aimata um  britischen Schutz, worauf Frankreich protestierte und eine Fregatte entsendete. 1841 entschloss sich der „To'ohitu“, der „Hohe Rat“ von Tahiti, darunter auch Tati, der Bruder von Opuhara aus Papara, für ein französisches Protektorat, dem sich Königin Aimata letztendlich auch anschloss. Am 9. September 1842 hisste der französische Konteradmiral Dupetit-Thouars die Flagge des Protektorats. Der britische Konsul Pritchard kehrte am 25. Februar 1843 nach Tahiti zurück, woraufhin weitere französische Truppen landeten und Aimatas britische Verwaltung beendeten. Nach ihrer Rückkehr aus dem Exil auf Moorea, Raiatea und Bora Bora regierte Königin Pomaré IV. von 1847 bis zum 17. September 1877 unter französischem Protektorat.

## Nachkommen
- Ariiaue Pomaré (* 12. August 1838 in Motu Uta – 13. Mai 1855)
- Teriitaria Teratane Pomaré V., König von Tahiti (* 3. November 1839 in Taravao, † 12. Juni 1891 in Papeete),
- Teriimaevarua i Bora Bora, Königin Teriimaevarua II. von Bora Bora (1841–1873), wurde von ihrem Stiefvater Tapoa II. adoptiert
- Tamatoa i Raiatea, König Tamatoa V. von Raiatea und Tahaa (* 23. September 1842, † 30. September 1881)
- Teriitapunui Punuarii Pomaré (* 20. Mai 1846 in Raiatea, † 17. September 1888 in Papeete), war Präsident des „To'ohitu“ und als solcher einer der Honoratioren, die am 29. Juni 1880 das Gesetz zur Abtretung von Tahiti an die Französische Republik gegengezeichneten
- Teriitua Tuavira Joinville Pomaré (* 17. Dezember 1847 in Papeete, † 9. April 1875 in Papeete)
- Tevahitua Pomare (*/† 1850)

Pomare IV. wurde eine Briefmarke von Französisch-Polynesien gewidmet.